# Botanicheskie Materialy Gerbariia Botanicheskogo Instituta imeni V. L. Komarova Akademii Nauk SSSR
Botanicheskie Materialy Gerbariia Botanicheskogo Instituta imeni V. L. Komarova Akademii Nauk SSSR, (abreviado Bot. Mater. Gerb. Bot. Inst. Komarova Acad. Nauk SSSR), foi uma revista ilustrada com descrições botânicas que foi editada em Leninegrado. Foram publicados os números 7 a 23 entre os ano 1931 e o ano 1963. 